# ニューヨークアスレチッククラブ
ニューヨークアスレチッククラブ（英: New York Athletic Club、略称: NYAC）は、ニューヨーク市に本部を持つ会員制社交・スポーツクラブである。1868年に設立され、現在およそ8,600人の会員を擁する。マンハッタンおよび同じニューヨーク州内ウェストチェスター郡のトラバース島の2箇所に施設がある。クラブから招待された者だけが会員になることができる。
ローイング、レスリング、ボクシング、柔道、フェンシング、水泳、バスケットボール、ラグビー、サッカー、テニス、ハンドボール、スカッシュ、スヌーカー、ラクロス、水球を含む多種のスポーツを提供している。

## 施設
「シティーハウス (The City House)」はマンハッタンのセントラルパークサウス180番地に位置し、セントラルパークが一望できる20世紀初期の大型キャバナス建築物である。チャールズ・W・クリントンが設計した24階建てのこの建物は、2つのレストラン、カクテルラウンジ、図書館、ダンスホール、ビリヤード室、会議室、屋上サンルーム、8フロアにわたるメンバーおよびそのゲスト用の宿泊施設を持つ。トレーニング階にはプール、バスケットコート、ボクシングリング、フェンシングおよびレスリング室、柔道階、スカッシュコートがある。

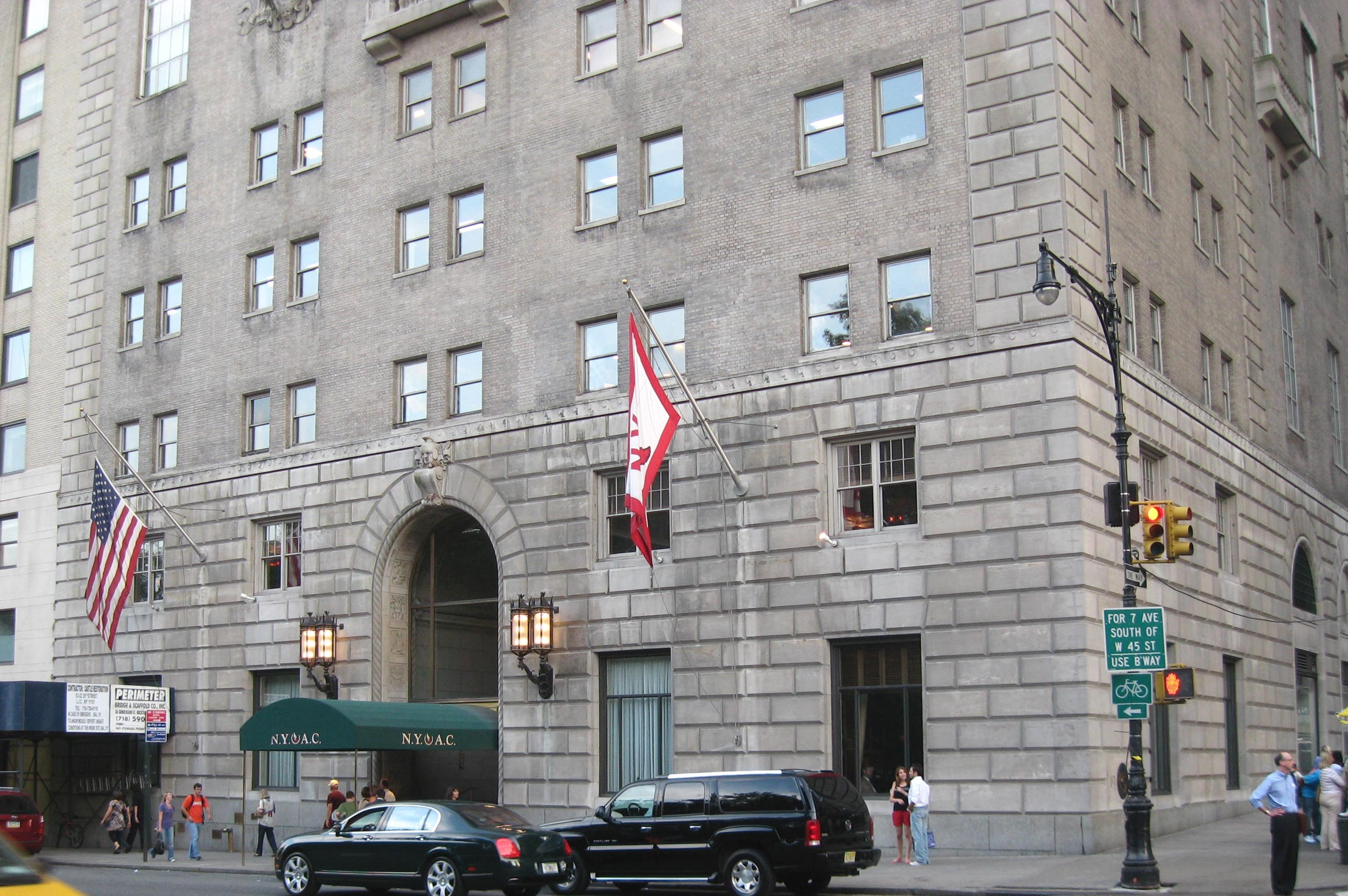
マンハッタンのNYAC本部

ウォールストリートのビジネスマンであったウィリアム・R・トラバースの仲介でNYACが1886年に購入したトラバース島はロングアイランド湾にあり、夏季用施設となっている。メインハウスとその周辺の付帯施設・建物が、30エーカー（およそ120,000平方メートル）の土地に建てられている。メインハウスを中心にオリンピックサイズの塩水プールと更衣室、ローイング、ヨット、海水浴やダイビング、子供用キャンプ施設、ラグビー、サッカー、クロケット、ラクロスの施設もある。
トラバース島はニューヨーク州ウェストチェスター郡に属し、ニューロシェルとぺラムマナーの二つの町の境界を跨ぎ、ネプチューン島、グレン島、ハンター島に囲まれるように位置している。

## 歴史

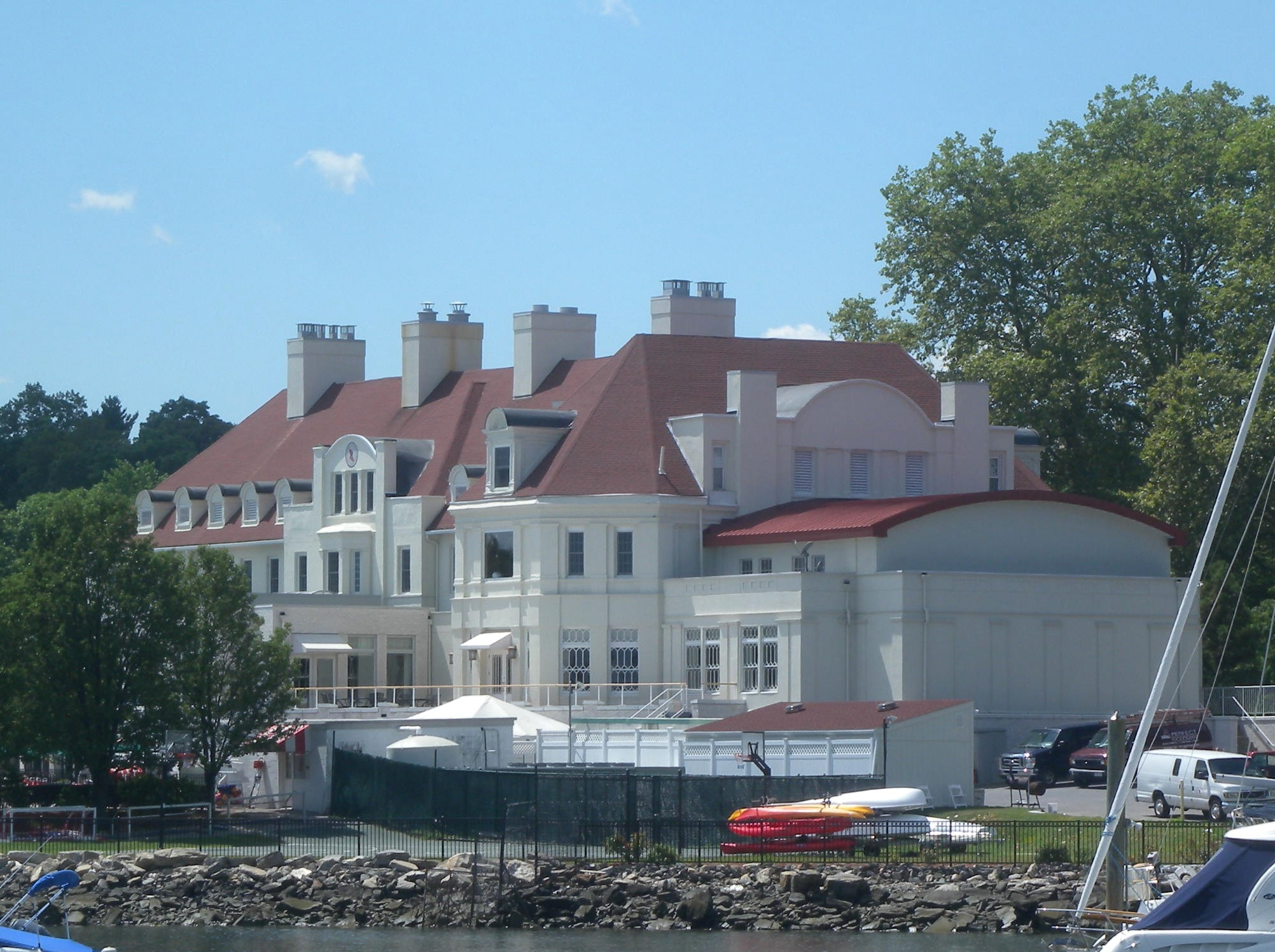
トラバーズ島のメインハウス

1866年にウィリアム・バッキンガム・カーチス、ハリー・バーメイヤー、ジョン・C・バブコックの3人がニューヨーク市14丁目と六番街の角にあった彼らの所有するアパートメントに室内競技施設（ジム）を開いた。英国における組織化された陸上競技の急成長に刺激されてのことだった。このジムは繁盛し、1868年9月8日、3人はニューヨークアスレチッククラブを設立することを決めた。ロンドンアスレチッククラブに倣い、目標はニューヨーク地域でスポーツの大会を主催・後援すること、および他の様々なスポーツの公式記録を保持・管理することにあった。1868年12月にはクラブ憲章と規約が採択された。当初は入会金なしで、6か月分の会費として10ドルを支払えば入会することができた。 
1875年、（ブロンクスの）モットヘイブンにあったアンツーカートラックの競技場を買収取得した。このモットヘイブンでは何度かの陸上国内選手権が開催された。
1879年には会員数が170名になり、フェンシングやグレコローマンレスリングといった様々なアマチュアスポーツのルールを制定して公開した。NYACは米国におけるアマチュアスポーツの基盤を築いたと考えてよい。各種競技大会のルールを初めて取りまとめ、またアマチュアのオープン大会に初めて景品を提供したのも、さらにアマチュア選手権を初めて開催したのもNYACだった。
NYACの会員はオリンピックにおいてこれまで119個の金メダル、53個の銀メダル、59個の銅メダルを獲得している。現在でもレスリング、柔道、ローイング、フェンシング、水球、陸上トラックやフィールド競技に選手を出場させており、2008年の北京オリンピックでは合計16個のメダルを獲得した。

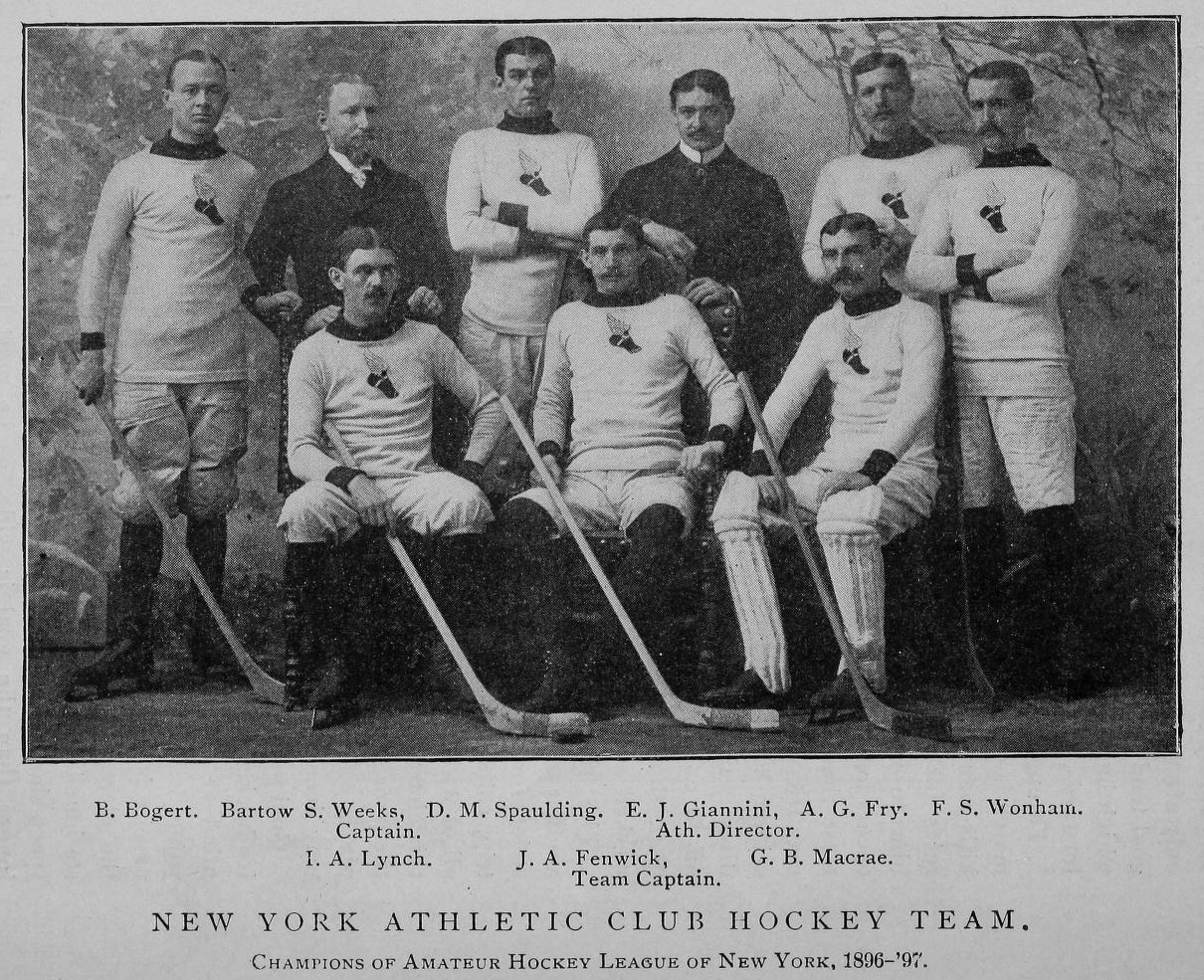
1896年から1897年にかけてのAAHL初めてのシーズンにおけるNYACホッケーチーム。

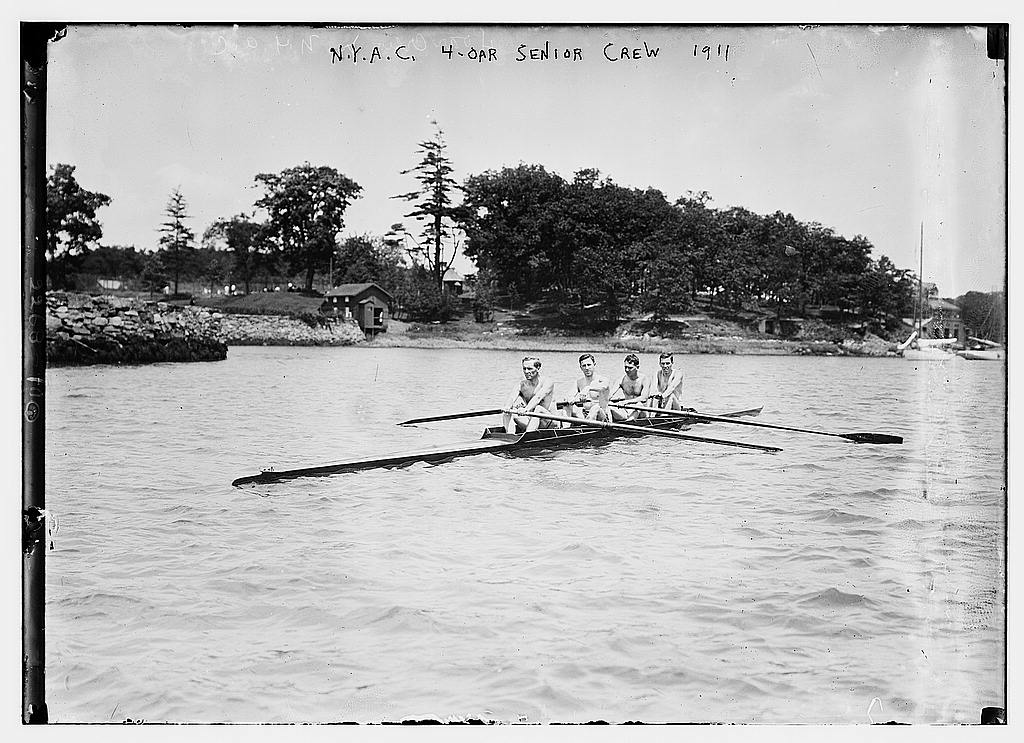
1911年のNYACクルー

## その他の注目すべき大会
2003年11月、ガルリ・カスパロフとコンピュータプログラム "X3DFritz" によるチェス 4 番勝負の会場となった。2004年6月には全米スヌーカー選手権のプレーオフ会場になり、2017年5月には同選手権の本会場になった。

## スポーツチーム
NYACは現在、下記スポーツに22のチームを擁している :
- バスケットボール
- ボクシング
- サイクリング
- フェンシング
- 体操
- ハンドボール
- 柔道
- ラクロス
- プラットフォームテニス
- ローイング
- ラグビー
- ランニング
- サッカー（男・女）
- スカッシュ
- 水泳
- 卓球
- チームハンドボール
- テニス
- 陸上（トラック・フィールド）
- トライアスロン
- 水球
- レスリング

## 入会資格をめぐる論争
NYACはその歴史の大部分において、「男らしいスポーツを促進する」ことを目的に掲げた、男性だけをメンバーとする会員制クラブだった。1984年に可決されたユーヨーク市の政令は、「ビジネスや職業生活で重要な役割を果たす大規模な会員制クラブへの女性の入会」を要請するものだった。これに対し、この政令は結社の自由の権利を保証した合衆国憲法修正第1条違反であるとして多くのクラブが集団で訴訟を起こし、連邦最高裁判所にまで持ち込まれ、NYACもその訴訟団に名を連ねた。1988年6月に連邦最高裁判所が、個々のクラブにおける事情に類似性がないため集団訴訟に適さないという理由で連邦地方裁判所に差し戻しを行った（このことが女性入会の拒否が支持されたかのように誤って報道されることがある）。個別に訴訟を再開するには相当高額な費用が必要になることから、NYACは1989年に自発的に規約を変更して女性会員を認めることとなった。
また、NYACが黒人とユダヤ人を長年にわたり差別してきたという根拠のない批判もあった。1936年、オリンピック選手であるマーティー・グリックマンはクラブの選手と一緒に練習するために来場したが、ロビーまで来たところでNYAC陸上競技担当役員によって退出させられた。グリックマンは自分がユダヤ人であることがその理由であると考えた。1950年代半ば、民主党マンハッタン地区のニューヨーク市議会議員アール・D・ブラウンは、「トラックチームでは黒人およびユダヤ人を差別している」という事実に抗議してNYAC施設外での会合に出席することを拒否した。"The Race Relations Reporter" 誌によれば、クラブのスポークスマンであるアルフレッド・フォスターは「当クラブのチームには黒人とユダヤ人の選手はいない」ことを認めたと報じた。だが同誌は、クラブ幹部役員が「かつては何人かのユダヤ人メンバーが在籍していた」、と語っていたとも報じている。   
1962年2月、ニューヨーク市長のロバート・F・ワグナー Jr. は、クラブが黒人とユダヤ人を締め出しているという疑惑を受けて、退会した。ウディ・アレンは、「ヘラジカの着ぐるみを身にまとったユダヤ人カップルが猟銃で撃たれてはく製にされ、NYACの壁に架けられた。これってジョーク? だってユダヤ人は入館禁止でしょ?」と風刺した。
1964年5月、クラブへの黒人とユダヤ人入会を求めるスローガンを叫んだ人種平等会議 (Congress for Racial Equality) のデモ隊がクラブを取り囲んだ。1960年代後半には、人権のためのオリンピック・プロジェクト (The Olympic Project for Human Rights) という団体のメンバーは、NYACが黒人とユダヤ人をメンバーにしないことに抗議して、NYACで開催される大会をボイコットするよう黒人選手らを組織した。オリンピック選手のバイロン・ダイスは、ニューヨーク大学陸上競技部とほとんどの黒人運動選手とともに、1968年2月にマジソンスクエアガーデンでのNYAC主催大会をボイコットし、クラブの差別的会員制度に抗議した。500人から600人の群衆が、会場の外でのクラブの排他的慣行に抗議した。デモ隊は警察隊に突進し、警官隊は警棒で応戦したので何人もが地面に倒された。同時に、ノートルダム大の卒業生50人は、クラブが白人とユダヤ人以外を排除していることを説明しない限り、同級生にクラブをやめるよう勧めた。1970年6月、ニューヨーク州選出の民主党上院議員候補予備選挙に出馬したテッド・ソレンセンがNYACに一時居住していたことがあり、このことをコラムニストのナット・ヘントフが批判し、「ニューヨークシティの偏見の総本山のようなところに住むという選択をした人間だ」と書いている。
1981年3月、モハメド・アリはNYACでの記者会見の前のマイクテストで、「紳士淑女の皆様、ユダヤ人とニガー、そしてNAACP（全米黒人地位向上協会）のメンバー全員がNYACにあなたを歓迎します」と述べた 。 1989年、オリンピック金メダリストであるアントニオ・マッケイは、黒人で初めてのNYAC代表陸上競技選手となった。